# Općina Štip
Općina Štip  (makedonski: Општина Штип) je jedna od 80 općina Republike Sjeverne Makedonije koja se prostire na istoku Sjeverne Makedonije. 
Upravno sjedište ove općine je grad Štip.

## Zemljopisne osobine
Općina Štip prostire se najvećim dijelu u srednjem toku doline rijeke Bregalnice. 
Općina Štip graniči s Općinom Probištip na sjeveru, s Općinom Karbinci na sjeveroistoku, s Općinom Radoviš na istoku, s Općinom Konče na jugoistok, s Općinom Negotino na jugu, s Općinom Gradsko na jugozapadu, s Općinom Lozovo na zapadu, te s Općinom Sveti Nikole na sjeverozapadu.
Ukupna površina Općine Štip je 583.24 km².

## Stanovništvo
Općina Štip ima 47 796 stanovnika. Po popisu stanovnika iz 2002. nacionalni sastav stanovnika u općini bio je sljedeći;

## Naselja u Općini Štip
Ukupni broj naselja u općini je 44, od kojih su 43 sela i jedan grad Štip.

## Pogledajte i ovo
- Štip
- Sjeverna Makedonija
- Općine Sjeverne Makedonije

## Vanjske poveznice
- Služene stranice Općine Štip
- Općina Štip na stranicama Discover Macedonia